# Fanny Geefs
Isabelle Marie Françoise Geefs, detta Fanny (Bruxelles, 2 maggio 1807 – Schaerbeek, 23 gennaio 1883), è stata una pittrice belga nota particolarmente per i ritratti e la pittura di genere.

## Biografia
Fanny Geefs è la secondogenita di una coppia d'irlandesi migrata a Bruxelles, Mathieu Corr e Monique Landy. I genitori, di origini modeste, s'impegnano ad offrire il meglio ai propri figli che svilupperanno una notevole sensibilità artistica e riusciranno a innalzarsi nella scala sociale. Il primogenito Erin (1803-1862) divenne un famoso incisore belga, Mary (1805-1846) traduttrice, Fanny divenne pittrice, Henri (1810-1875) ingegnere ma anche pittore, Mathilde (1813-1888) anche lei pittrice ed infine Hortense Louise (1822- ??). Nel 1830 segue i corsi del pittore belga François-Joseph Navez, all'epoca molto noto e che aveva creato un atelier speciale per le signore dove ci si focalizzava molto sui ritratti. Inizia rapidamente a presentare le sue opere ai saloni belgi di pittura dove ottiene numerosi apprezzamenti.

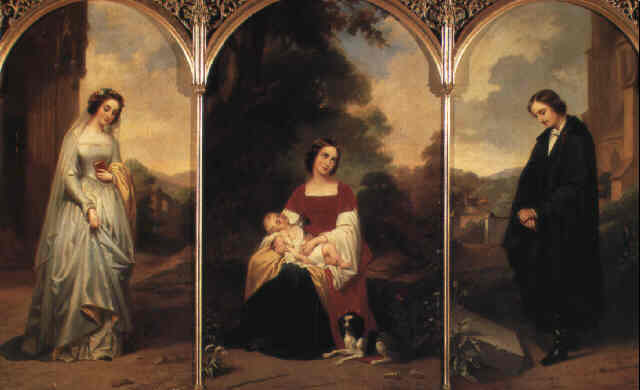
La vie d'une Femme : Piété, Amour, Chagrin

Il 6 ottobre 1836 si sposa, nel comune di Saint-Josse, con lo scultore belga Guillaume Geefs. Fanny è già una pittrice conosciuta che ha ricevuto numerose medaglie a differenti saloni. I riconoscimenti più prestigiosi dai suoi pari arriveranno dopo qualche anno e saranno quelli di Parigi dove riceve una medaglia di 3ª classe nel 1843 per la sua opera La vie d'une femme e una medaglia di 2ª classe nel 1845. Fanny è molto apprezzata anche in Belgio dove le vengono commissionate alcune opere dalla famiglia reale fra cui un ritratto del re  Leopoldo ora conservato presso la Camera dei rappresentanti un ritratto a mezzo busto della regina Luisa e uno dei suoi quadri, Femme en prière viene acquistato dal Museo reale delle belle arti del Belgio.
Si parlò molto di Fanny Geefs quando uscì l'ultimo romanzo di Charlotte Brontë, Villette in cui il personaggio principale di Lucy dopo aver visto il trittico La vie d'une Femme : Piété, Amour, Chagrin ne fa una critica negativa. La scrittrice ammirò l'opera di Greefs durante il suo soggiorno a Bruxelles.
Muore a Schaerbeek quattro giorni dopo suo marito.